# René-François Régnier
René-François Régnier (Saint-Quentin-lès-Beaurepaire, 17 luglio 1794 – Cambrai, 3 gennaio 1881) è stato un cardinale e vescovo cattolico francese.

## Biografia
Era il quinto figlio di François Régnier e Renée Périgois, modesti agricoltori. Era l'unico figlio sopravvissuto, poiché altri tre fratelli morirono durante l'infanzia.
Studiò al seminario di Angers e fu ordinato sacerdote il 19 dicembre 1818. In seguito fu vicario generale della diocesi di Angers per dieci anni.
Fu nominato vescovo di Angoulême il 22 luglio 1842 e fu consacrato vescovo il 25 settembre dello stesso anno da Denis-Auguste Affre, arcivescovo di Parigi. Il 30 settembre 1850 fu promosso arcivescovo di Cambrai.
Papa Pio IX lo elevò al rango di cardinale nel concistoro del 22 dicembre 1873 e il 4 maggio 1874 ricevette il titolo della Santissima Trinità al Monte Pincio.
Partecipò al Concilio Vaticano I e nel 1878 al conclave in cui venne eletto papa Leone XIII.
Alla sua morte fu sepolto nella Cattedrale di Cambrai.

## Genealogia episcopale e successione apostolica
La genealogia episcopale è:
- Cardinale Guillaume d'Estouteville, O.S.B.Clun.
- Papa Sisto IV
- Papa Giulio II
- Cardinale Raffaele Sansone Riario
- Papa Leone X
- Papa Paolo III
- Cardinale Francesco Pisani
- Cardinale Alfonso Gesualdo di Conza
- Papa Clemente VIII
- Cardinale Pietro Aldobrandini
- Cardinale Laudivio Zacchia
- Cardinale Antonio Barberini, O.F.M.Cap.
- Cardinale Nicolò Guidi di Bagno
- Arcivescovo François de Harlay de Champvallon
- Cardinale Louis-Antoine de Noailles
- Vescovo Jean-François Salgues de Valderies de Lescure
- Arcivescovo Louis-Jacques Chapt de Rastignac
- Arcivescovo Christophe de Beaumont du Repaire
- Arcivescovo Jean-Armand de Bessuéjouls Roquelaure
- Cardinale Hugues-Robert-Jean-Charles de La Tour d'Auvergne-Lauraquais
- Arcivescovo Denis-Auguste Affre
- Cardinale René-François Régnier

La successione apostolica è:
- Vescovo Antoine-Charles Cousseau (1850)
- Cardinale Florian-Jules-Félix Desprez (1851)
- Arcivescovo Félix-Pierre Fruchaud (1859)
- Vescovo Jean-Baptiste-Joseph Lequette (1866)
- Vescovo Henri Monnier (1872)
- Vescovo Louis-Désiré-César Bataille (1873)